# جيرارد فون ماخ
جيرارد فون ماخ (بالبولندية: Gerard Mach)‏ (و. 1926 – 2015 م) هو منافس ألعاب قوى، ومدرب ميدان ومضمار ‏ من بولندا، وكندا، ولد في غدانسك، شارك في الألعاب الأولمبية الصيفية 1952، توفي في أوتاوا، عن عمر يناهز 89 عاماً.